# Trazymund II
Trazymund II lub Trasamund II (ur. ? – zm. 745) – longobardzki książę Spoleto w latach 724–745, dwukrotnie odsuwany od władzy przez króla Liutpranda. Trazymund doszedł do władzy po swym ojcu Faroaldzie II, którego odesłał do klasztoru.
W 737 lub 738 Trazymund zdobył Gallese i w ten sposób przerwał komunikację między Rzymem a Rawenną. Papież Grzegorz III zaproponował zapłatę za zwrot Gallese w zamian za traktat pokojowy z Trazymundem. Traktat obejmował też Grzegorza księcia Benewentu. Liutprand odrzucił traktat jako sprzeczny z jego interesami i jako zdrajcę zaatakował Trazymunda. Zdobył Spoleto 16 czerwca 739 i wyznaczył Hilderyka na jego miejsce. Trazymund uciekł do Rzymu, gdzie Liutprand go oblegał. Król zdobył miasta Amelia, Orte, Bomarzo i Blera, ale papież wciąż odmawiał wydania zbiega. Papież napisał nawet prośbę o pomoc do Karola Młota księcia Franków. Jednak Karol odmówił pomocy.
W grudniu 744 Trazymund odzyskał księstwo i zabił Hilderyka z pomocą papieża i Benewentu, lecz nie zwrócił skonfiskowanych miast papieskich i przymierze z papieżem rozpadło się. Liutprand nie uznał jego powrotu i wyruszył by wywłaszczyć go po raz drugi. Tym razem Liutprand spotkał się z następcą Grzegorza papieżem Zachariaszem w 742 i obiecawszy zwrot czterech zagarniętych miast, sprzymierzył się z mieszkańcami Rzymu i ponownie zmusił Trazymunda do ucieczki. Trazymund został pochwycony i wysłany do klasztoru. Na jego miejsce osadzono Agipranda bratanka Liutpranda. Nowy książę Benewentu Godescalc, następca Grzegorza, ale bez królewskiej zgody, dalej wspierał Trazymunda i stał się następnym celem królewskiego gniewu.
Po śmierci Liutpranda w 744 Trazymund zdołał odzyskać władzę w Spoleto. Przetrwał rok pod rządami słabego króla Hildepranda zwanego Bezużytecznym, dopóki nie zmarł.